# Disk II

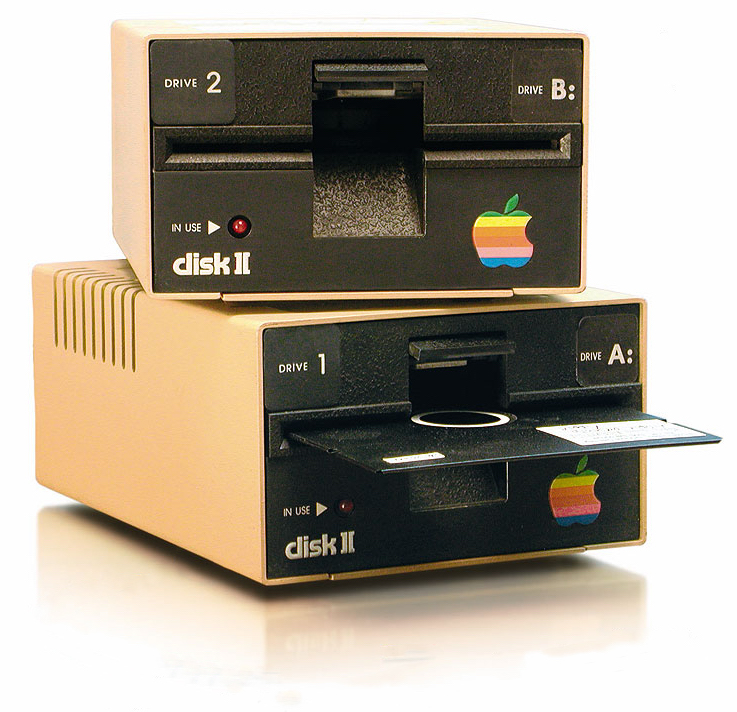
Unidades Disk II.

El subsistema de disquetes Disk II, a menudo representado como Disk ][, es una unidad de disquete de 5¼ pulgadas diseñado por Steve Wozniak por recomendación de Mike Markkula, y fabricado por Apple Computer, Inc.
Salió a la venta en junio de 1978, a un precio minorista de US$495 (equivalente a $2312 en 2023) con reserva anticipada; más tarde se vendió por US$595 (equivalente a $2780 en 2023) incluyendo la placa controladora (que puede controlar hasta dos unidades) y el cable. 
El Disk II fue diseñado específicamente para su uso con la familia de computadoras personales Apple II para reemplazar el almacenamiento más lento de cinta de casete. 
Estas unidades de disquete no se pueden utilizar con ningún Macintosh sin una placa Apple IIe ya que hacerlo dañaría la unidad o el controlador.
Apple produjo al menos seis variantes del concepto Disk II de 5¼" básico a lo largo de la vida útil de la serie Apple II: El Disk II, el Disk III, el DuoDisk, el Disk IIc, el UniDisk 5.25" y el Apple 5.25 Drive. Si bien todas estas unidades tienen un aspecto diferente y usan cuatro tipos de conectores diferentes, todas son extremadamente similares electrónicamente. Todas pueden usar el mismo formato de disco de bajo nivel y son intercambiables con el uso de adaptadores simples, que constan de no más de dos enchufes y cables entre ellos. 
La mayoría de las unidades DuoDisk, Disk IIc, UniDisk 5.25" y AppleDisk 5.25", incluso usan el mismo conector D-sub de 19 pines, por lo que son directamente intercambiables. 
La única unidad 5¼" que vendió Apple, aparte de la familia Disk II, fue una unidad MFM de 360 kB fabricada para permitir que Mac II y SE leyesen disquetes de PC.
Este no es el caso de las unidades de 3½ pulgadas de Apple, que usan varios formatos de disco e interfaces diferentes, electrónicamente bastante diferentes, incluso en modelos que usan el mismo conector; generalmente no son intercambiables.

## Historia

### DiskII

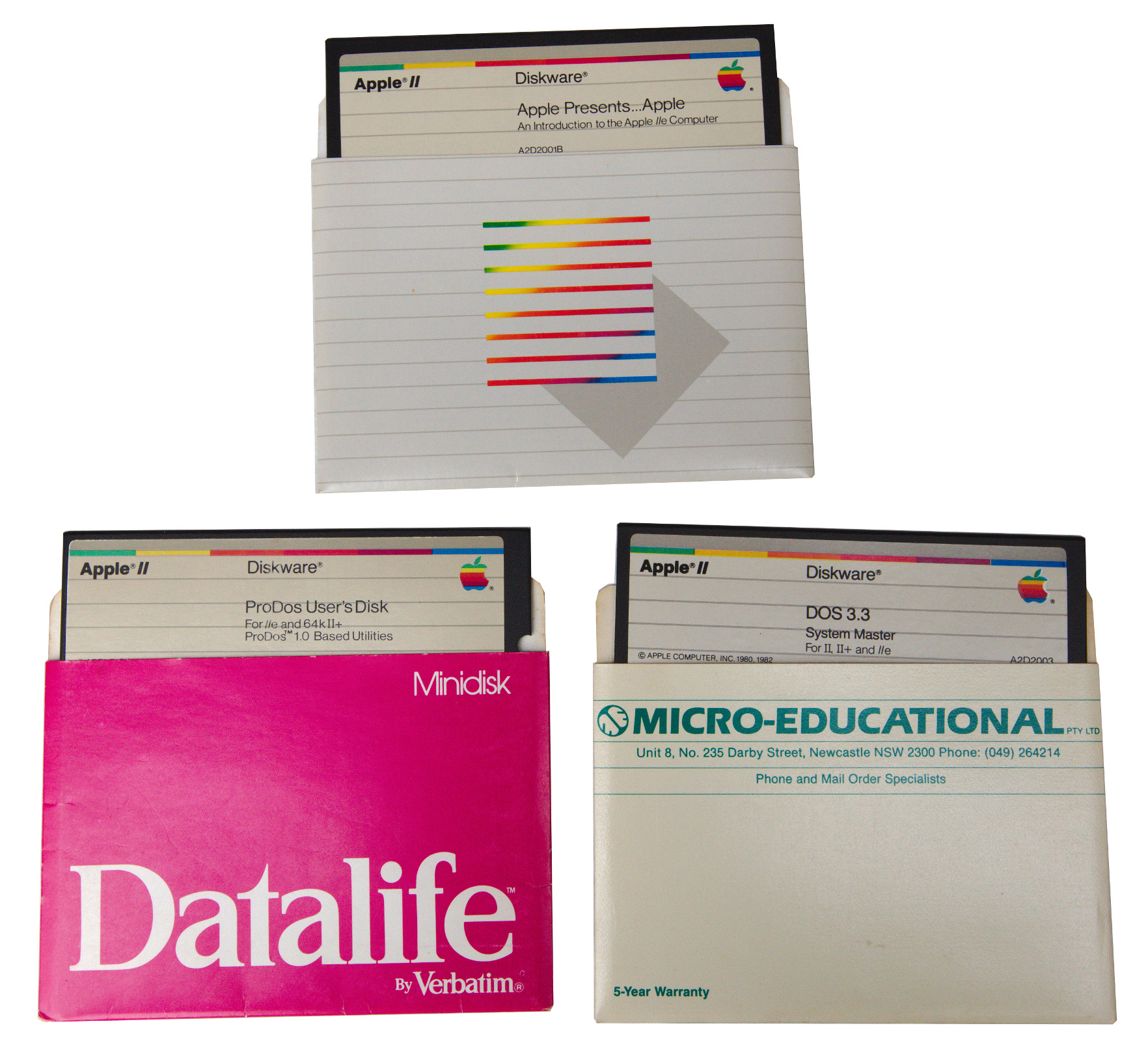
Una selección de software para Apple IIe, destinados a ser leídos por el sistema Disk II.

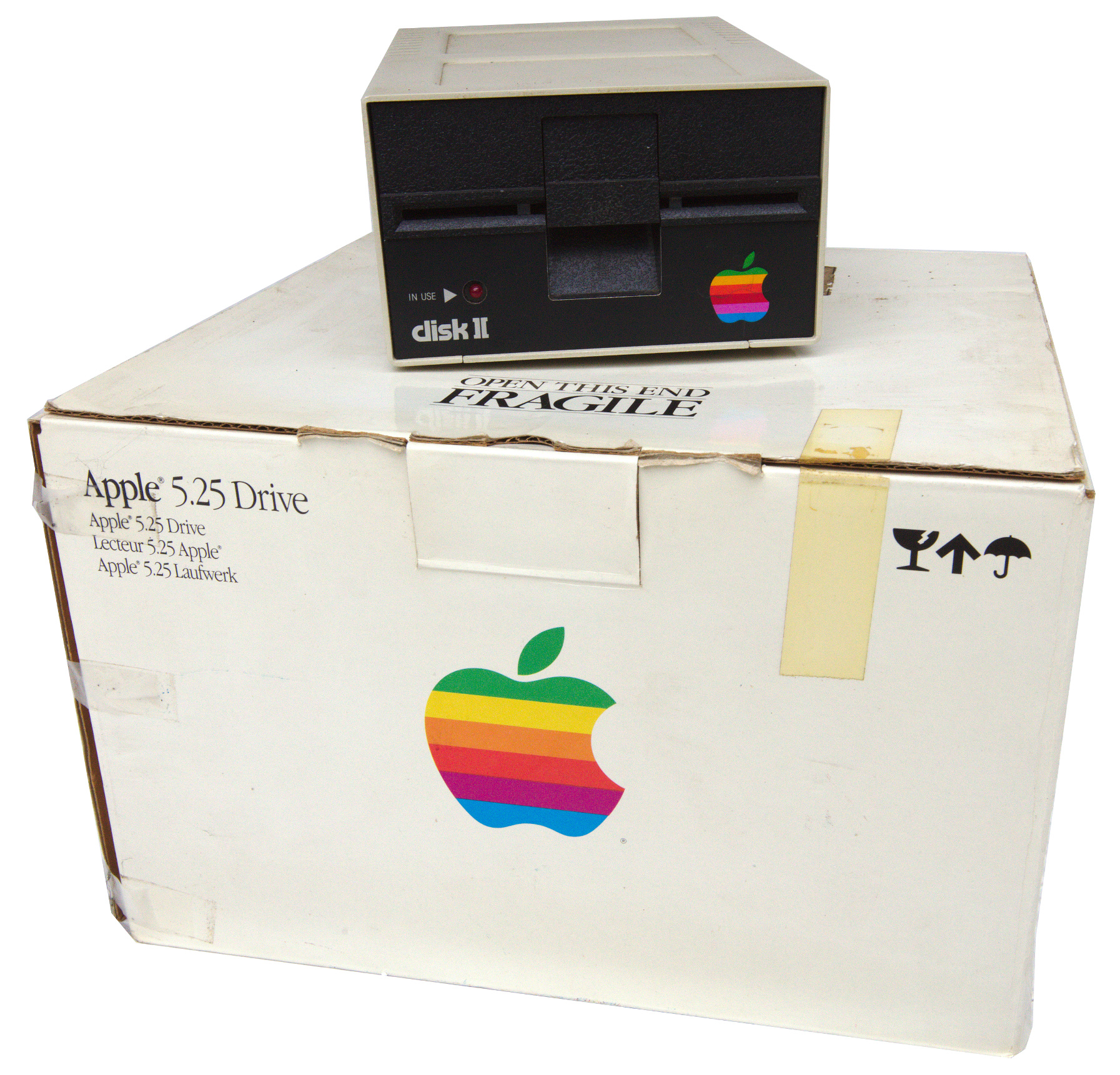
Una Disk II sobre una caja original de la unidad Apple 5.25.

Apple no ofreció originalmente una unidad de disco para Apple II, que usaba casetes de datos para almacenamiento, como otras microcomputadoras de la época. El primer inversor y ejecutivo de Apple Mike Markkula le pidió al cofundador Steve Wozniak que diseñara una unidad de disquete para la computadora después de descubrir que un programa de balance de cheques que Markkula había escrito tardaba demasiado en cargarse desde la cinta. Wozniak no sabía nada sobre controladores de disco, pero mientras estaba en Hewlett-Packard había diseñado un circuito simple de cinco chips para operar una unidad de Shugart Associates.
La falta de una unidad de disco para Apple II era «una flagrante debilidad» en lo que se pretendía que fuera un producto profesional y pulido. Hablando más tarde, el diseñador del Osborne 1 Lee Felsenstein declaró: «La diferencia entre los sistemas de casete y disco era la diferencia entre los dispositivos para aficionados y una computadora. No podía haber esperado que el, digamos, VisiCalc, se ejecutara en un sistema de casetes». Reconociendo que el II necesitaba una unidad de disco para ser tomado en serio, Apple se propuso desarrollar una unidad de disco y un DOS para ejecutarlo. Wozniak pasó las vacaciones de Navidad de 1977 adaptando el diseño de su controlador, lo que redujo la cantidad de chips utilizados en un factor de 10 en comparación con los controladores existentes. Aún sin un DOS, y con Wozniak sin experiencia en el diseño de sistemas operativos, Steve Jobs se acercó a Shepardson Microsystems con el proyecto. El 10 de abril de 1978, Apple firmó un contrato por US$13 000 (equivalente a $60 729 en 2023) con Shepardson para desarrollar el DOS.
Wozniak estudió el controlador de disquetes de North Star Computers y otros más complejos. Creía que su diseño más simple carecía de sus características, pero se dio cuenta de que eran menos sofisticadas; por ejemplo, podía usar discos sectorizados por software. Siguiendo el manual del controlador Shugart, Wozniak intentó desarrollar un controlador de tipo FM con almacenamiento de 10 sectores por pista, pero se dio cuenta de que con la grabación codificada en grupo podían caber 13 sectores por pista. Wozniak llamó al sistema Disk II resultante «mi experiencia más increíble en Apple y el mejor trabajo que hice», y le atribuyó a VisiCalc el éxito de Apple II.
Steve Wozniak descubrió que algunas de las unidades SA-390 no funcionaban sin ajustes, mientras que otras simplemente no funcionaban en absoluto.[cita requerida] Su colega, el ingeniero Cliff Huston, ideó varios procedimientos para resucitar las unidades defectuosas en la línea de montaje. Cuando Apple envió un pedido a Shugart de más SA-390, un ingeniero de Shugart admitió que el fabricante de la unidad de disco había estado estafando a Apple y que los SA-390 eran en realidad SA-400 rechazados que no habían pasado la inspección de fábrica. La idea era que Apple no podía hacer funcionar las unidades y se vería obligada a regresar y comprar SA-400 más costosos.
El Disk II fue todo un éxito para Apple, siendo el sistema de disquete más barato jamás vendido hasta ese momento e inmensamente rentable para la empresa, además de tener casi un 20 % más de espacio de almacenamiento que las unidades FM estándar. Durante un tiempo, el único competidor directo en la industria de las microcomputadoras era el TRS-80 Modelo I, que había utilizado solo almacenamiento FM estándar para 85 kB. Los rendimientos de las unidades de disco de las Atari de 8-bit y Commodore 64 eran mucho más lentos que los 15 kB/s del Disk II, afectando seriamente la capacidad para competir en el mercado empresarial. Sin embargo, la ventaja del diseño de Wozniak se anuló un poco cuando el costo de los controladores de doble densidad MFM se redujo solo un año después de la introducción del Disk II.
Las unidades Disk II iniciales (A2M0003) fueron modificaciones del Shugart SA-400, que fue la primera unidad de disquete de 5¼ pulgadas disponible comercialmente. Apple compró solo los mecanismos de transmisión sin la placa controladora SA-400 estándar, la reemplazó con el diseño de la placa de Wozniak y luego estampó el logotipo del arco iris de Apple en la placa frontal. La producción inicial en Apple estuvo a cargo de dos personas y ensamblaron 30 unidades al día. En 1982, Apple cambió a las unidades Alps por razones de costo.
La capacidad de almacenamiento normal por lado del disco era 113,75 kB con Apple DOS 3.2.1 y versiones anteriores (256 bytes por sector, 13 sectores por pista, 35 pistas por lado), o 140 kB con DOS 3.3 y ProDOS (256 bytes por sector, 16 sectores por pista, 35 pistas por lado). La actualización de hardware de 16 sectores introducida en 1980 para su uso con DOS 3.3 modificó solo el firmware de la tarjeta controladora para usar un código GCR más eficiente llamado «codificación 6 y 2». No se modificó ni la unidad en sí ni la densidad de bits física. Esta actualización tenía la desventaja de no arrancar automáticamente el software Apple II anterior de 13 sectores.
Dado que el controlador Disk II se operaba completamente por software, el usuario tenía control total sobre la codificación y el formato siempre que estuviera dentro de los límites físicos del mecanismo de la unidad y de los disquetes. Esto también permitió a las empresas de software utilizar todo tipo de ingeniosos esquemas de protección contra copia.
El Shugart SA-400, del cual se adaptó el Disk II, era una unidad de 35 pistas de un solo lado. Sin embargo, era común que los usuarios voltearan manualmente el disco para utilizar el lado opuesto, después de cortar una segunda muesca en la cubierta protectora del disquete para permitir el acceso de escritura. La mayor parte del software comercial que utiliza más de un lado del disco también se envió en tales discos «volteables». Solo se podía acceder a un lado a la vez, pero esencialmente duplicaba la capacidad de cada disquete, una consideración importante especialmente en los primeros años cuando los disquetes aún eran bastante caros.
En el Disk II, el mecanismo de transmisión de altura completa se envía dentro de una caja de metal pintada de color beige y se conectaba a la tarjeta controladora mediante un cable plano de 20 pines; la tarjeta controladora se conectaba a una de las ranuras de bus en la placa base de Apple. El conector es muy fácil de desalinear en la tarjeta controladora, lo que provocará un cortocircuito en cierto CI en la unidad; si luego se conecta correctamente, una unidad dañada de esta manera eliminará los datos de cualquier disco insertado en ella tan pronto como comience a girar, incluso los discos protegidos contra escritura, como los que se utilizan para distribuir software comercial. Este problema dio lugar a numerosas quejas y reparaciones de los clientes, lo que llevó a Apple a imprimir mensajes de advertencia en sus manuales de usuario para explicar cómo instalar correctamente el conector. Posteriormente utilizaron conectores diferentes que no se podían desalinear. Los adaptadores DB-19 para el Disk II original finalmente estuvieron disponibles para su uso con el conector trasero estándar de Apple.
Se podían conectar hasta 14 unidades a una computadora Apple II o Apple IIe: dos unidades por tarjeta controladora, una tarjeta por ranura y había siete ranuras utilizables por computadora. Si bien los sistemas operativos DOS y ProDOS funcionaron igualmente bien con la tarjeta en cualquiera de las ranuras normales (es decir, todas excepto la ranura 0 de Apple II/II+, o las ranuras especiales de expansión de memoria de los modelos posteriores), los manuales impresos de Apple sugirieron usar la ranura 6 para la primera tarjeta controladora; la mayoría del software de Apple II esperaba que esta ranura se use para la unidad de disco principal de 5¼ pulgadas y falla en caso contrario. Apple también fabricó una versión Bell & Howell del Disk II en una caja pintada de negro, que combinaba con el color de la versión Bell & Howell del Apple II Plus, que Apple ya estaba fabricando.

### DiskIII
En 1978, Apple tenía la intención de desarrollar su propio mecanismo de unidad «FileWare» para usar en las nuevas computadoras comerciales Apple III y Lisa que entonces estaban siendo desarrolladas. Rápidamente se encontraron con dificultades con los mecanismos, lo que les impidió incorporarlas al Apple III. Por lo tanto, esa máquina continuó usando el mismo diseño de Shugart que el Disk II.
La primera variante del Disk II introducida para el Apple III, llamada Disk III (A3M0004), utilizó el mecanismo de accionamiento idéntico dentro de una caja de plástico modificada con un conector patentado. Con algunas modificaciones, ambas unidades son intercambiables. Aunque Apple intentó forzar la compra de nuevas unidades con el Apple III; muchos antiguos usuarios de Apple II rápidamente idearon una forma de adaptar sus unidades Disk II existentes y más baratas, sin embargo, solo se admitía un Disk II externo de esta manera. El Disk III fue el primero en permitir la conexión en cadena de hasta tres unidades adicionales al conector único de cable plano de 26 pines del Apple III, para un total de 4 unidades de disquete: el Apple III fue la primera Apple en contener un mecanismo de accionamiento integrado. El Apple III Plus cambió su conector de 26 pines a un conector DB-25, que requería un adaptador para su uso con el Disk III.

### FileWare
En 1983, Apple finalmente anunció una unidad externa simple y doble (UniFile y DuoFile) que implementaba el mecanismo «FileWare» de 871 kB utilizado en el Apple Lisa, como reemplazo de las unidades Disk II & III. Sin embargo, debido a los problemas de confiabilidad de los mecanismos de la unidad «Twiggy» construidos por Apple, los productos nunca se entregaron.

### DuoDisk
En 1984, poco después de la introducción del Apple IIe el año anterior, Apple ofreció una combinación de dos mecanismos Disk II de 140 kB, de  2/3 de altura, uno al lado del otro en una sola carcasa de plástico, llamado DuoDisk 5.25 (A9M0108), que no se puede conectar en una cadena daisy. La unidad fue diseñada para apilarse encima de la computadora y debajo del monitor. Cada unidad requería su propia tarjeta controladora de disco (ya que cada placa podía controlar sólo dos unidades) y, por lo tanto, el número de unidades se limitaba al número de ranuras disponibles; en la práctica, pocos usos de la computadora Apple II pueden hacer un buen uso de más de dos unidades de 5¼ pulgadas, por lo que esta limitación importaba poco. Lanzado originalmente con un conector DB-25 para que coincida con el del Apple III Plus, fue el primero en adoptar el conector de unidad de disquete DB-19 estándar de Apple.

### Disk IIc

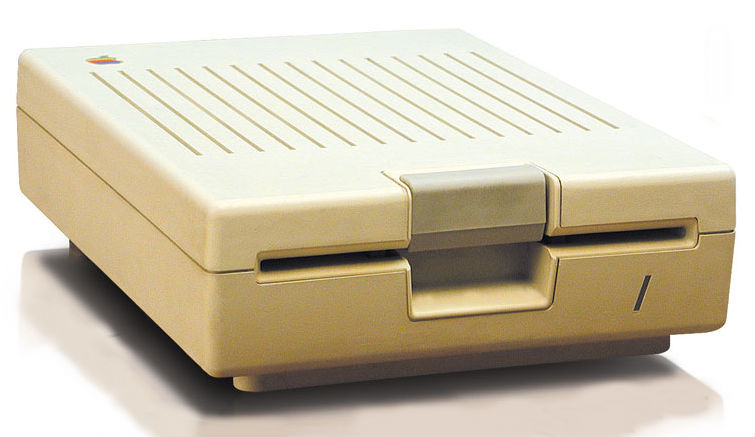
Unidad de disco IIc

El 'Disk IIc'  (A2M4050) tenía una unidad de disquete de media altura de 5¼ pulgadas, introducido por Apple Computer en 1984, diseñado para usarse junto con la computadora personal Apple IIc, el único Apple II que tiene incorporado un mecanismo de disquetera de 5¼ pulgadas. El puerto de disco en el IIc original solo fue diseñado para controlar una unidad de disco externa adicional de 5¼ pulgadas, y como tal, esta unidad en particular no tenía un puerto de conexión en cadena daisy en la parte posterior. Era posible usarlo en otros modelos de Apple II, siempre que ocupara el último lugar en la cadena daisy (debido a la falta de un puerto de conexión en cadena); pero dado que el Disk IIc se vendió sin una tarjeta controladora, y la computadora Apple IIc no necesitaba ninguna, tuvo que adaptarse a una tarjeta controladora Disk II existente en este caso. Esencialmente lo mismo que el Disk II de altura completa, Apple vendió el Disk IIc por 329 dólares estadounidenses, y luego otras empresas vendieron unidades similares por menos.

### Unidad de 3½pulgadas
En 1984, Apple había optado por el disquete más moderno de 3½ pulgadas, diseñado por Sony, en el último modelo del Lisa y el nuevo Apple Macintosh. En consecuencia, también intentaron introducir un nuevo formato de disquete de 800 kB de 3½ pulgadas para la serie Apple II, para eventualmente reemplazar el formato del Disk II de 140 kilobytes. Sin embargo, la unidad externa UniDisk 3.5 requirió una actualización de ROM (para máquinas Apple IIc existentes; las nuevas enviadas después de este tiempo las tenían de fábrica) o se utilizará un nuevo tipo de placa controladora de disco (la llamada «Placa Liron», para Apple IIe). La capacidad mucho mayor y la tasa de bits más alta de las unidades de 3½ pulgadas hicieron que no fuera práctico usar el controlador Disk II controlado por software porque la CPU de 1 MHz 6502 en la línea Apple II era demasiado lento para poder leerlos. Por lo tanto, se tuvo que usar un controlador de disquete de hardware nuevo y mucho más avanzado (y en consecuencia, costoso). Y muchos Apple II originales no podían usar la nueva placa controladora sin hacer más actualizaciones a la ROM. Además, casi todo el software comercial de la serie Apple II siguió publicándose en discos de 5¼ pulgadas que tenían una base instalada mucho mayor. Por estas razones, el formato de 3½ pulgadas no fue ampliamente aceptado por los usuarios de Apple II. El Apple 3.5 Drive usaba el mismo formato de 800 kB que el UniDisk 3.5", pero eliminó el controlador interno, lo que lo hizo más barato. A diferencia de todas las unidades Apple II anteriores, también se diseñó para funcionar con Macintosh y, entre los modelos Apple II, solo era compatible con los modelos Apple IIGS y Apple IIc+, que tenían un CPU principal más rápido. En Apple IIGS, cuyas capacidades audiovisuales mejoradas realmente exigían un formato de disco de mayor capacidad, el formato de 3½ pulgadas fue aceptado por los usuarios y se convirtió en el formato estándar. Aunque Apple finalmente ofreció un SuperDrive de 1,44 MB con la misma placa controladora para la serie Apple II, las unidades de formato Disk II de 5¼ pulgadas continuaron ofreciéndose junto con las más nuevas de 3½ pulgadas, y siguió siendo el estándar en los modelos que no son IIGS hasta que la plataforma se suspendió en 1993.
Oficialmente, las siguientes unidades de 3½ pulgadas podían usarse en el Apple II:
- Apple 3.5 External (A9M0106): diseñado para Apple II con el controlador Liron o Superdrive o todos los Macintosh con un puerto de disquete externo de 19 pines (los Mac 512 deben iniciarse desde la unidad interna de 400 kB con el HD20 INIT, que proporciona compatibilidad con el sistema de archivos HFS (el Macintosh 128K no funcionará con esto). La unidad puede conectarse en cadena daisy, sin embargo, esta función no es compatible con las Macintosh.
- Unidisk 3.5" (A2M2053): diseñada para Apple II con el controlador Liron o Superdrive (no compatible con las Macintosh). Recomendado solo para Apple II de 8 bits, ya que el A9M0106 funciona más rápido en el IIGS.
- Apple FDHD External (G7287): admite disquetes MFM de 720 kB/1,44 MB además del GCR de 800 kB. Diseñado para Apple II y Mac con el controlador Superdrive, pero también funcionará en máquinas con el controlador anterior de 800 kB (como una unidad de 800 kB; tenga en cuenta que el G7287 no es compatible con Mac 128/512).

Las unidades externas Macintosh de 400 kB y 800 kB (M0130 y M0131) son incompatibles con los controladores Apple II estándar, ya que no admiten la función de expulsión automática de disco de las unidades, aunque podrían usarse con controladores de terceros.

### UniDisk5.25" y Apple5.25 Drive
Junto con el UniDisk 3.5", Apple introdujo el UniDisk 5.25 (A9M0104) en una carcasa de plástico, que modernizó la apariencia del Disk II para que coincidiera mejor con el Apple IIe. Dado que el UniDisk 5.25" podía reemplazar completamente el Disk II en todos sus usos, el Disk II original fue cancelado en este momento. Esto fue seguido en 1986 por una versión gris platino que fue rebautizado como Apple 5.25 Drive (A9M0107), complementaria al Apple 3.5 Drive, e introducida junto con la primera computadora de color platino, la Apple IIGS. Básicamente, estos eran ambos mecanismos de Disk II de media altura dentro de la carcasa de unidad simple, al igual que lo había sido el Disco IIc. Todas estas unidades introdujeron un puerto para la cadena daisy. Si bien las unidades son esencialmente intercambiables entre computadoras Apple II, tanto entre sí como con las unidades anteriores, solo la unidad Apple 5.25 se puede usar con la placa Apple IIe en un Macintosh LC.

### Unidad Apple PC de 5,25"

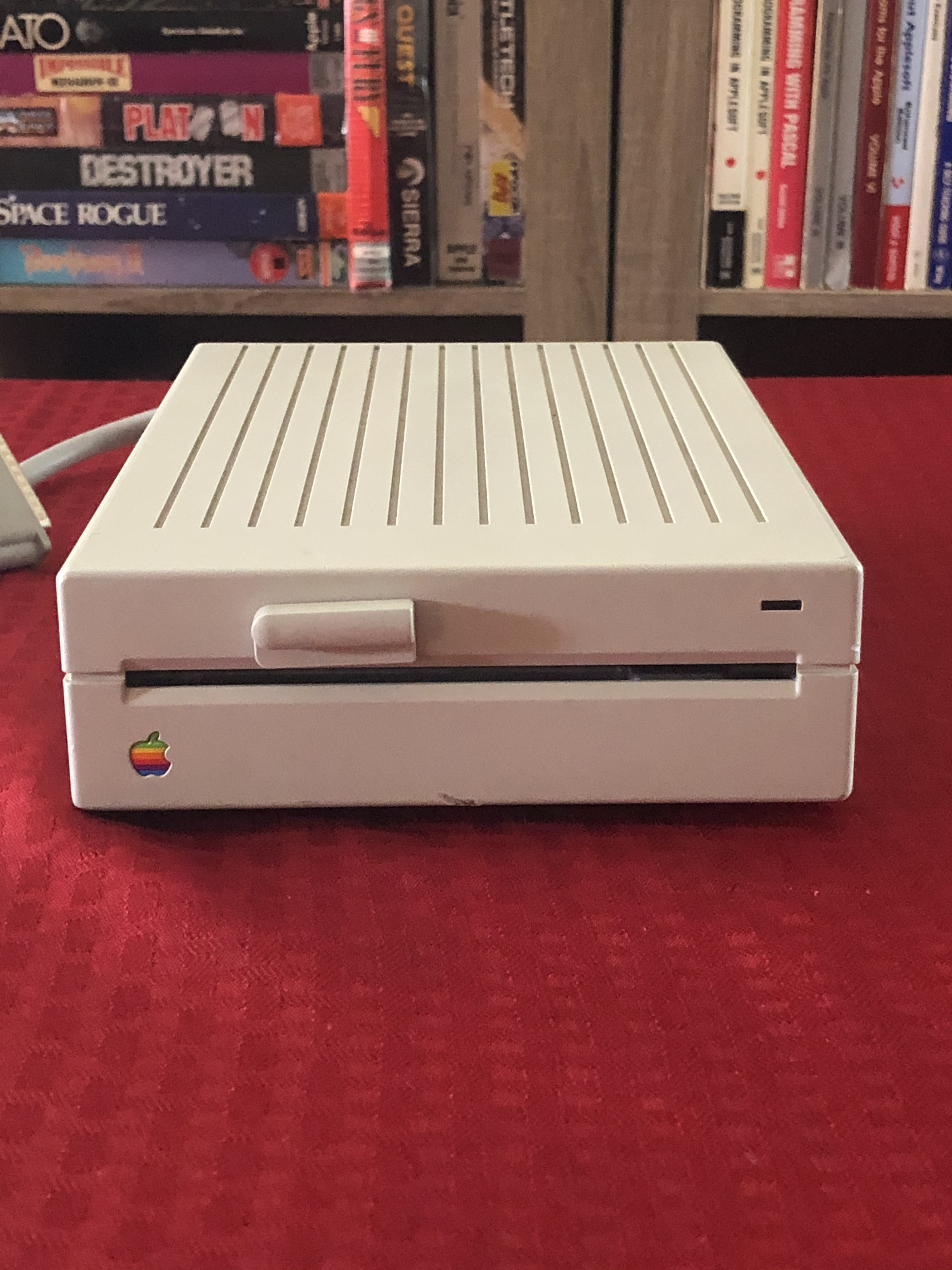
Unidad Apple PC 5.25

Hay una unidad de 5¼ pulgadas fabricada por Apple que es completamente incompatible con todas las unidades mencionadas anteriormente. En 1987, Apple buscó competir mejor en el mercado empresarial dominado por IBM ofreciendo un medio de compatibilidad cruzada. Junto con el lanzamiento del Macintosh SE y Macintosh II, Apple lanzó el Apple PC 5.25" Drive que requería una placa controladora de disquete aparte, la PC 5.25 Floppy Disk Controller Card, diferente para cada modelo de Mac. Es la única unidad de 5¼ pulgadas fabricada por Apple que puede ser utilizada por Macintosh.
Esta unidad se usó con discos flexibles formateados de 360 kB de doble cara estándar de 5¼. Era similar en apariencia al Disk IIc. Mediante el uso de una utilidad especial de Macintosh Apple File Exchange incluida, la unidad podía leer y escribir archivos en disquetes de formato MS-DOS. Los «traductores» de software podían convertir documentos entre los formatos WordStar y MacWrite, entre otros. La unidad es incompatible con todas las computadoras Apple II y también con la placa Apple IIe para el Macintosh LC; tampoco permite que un Macintosh lea o escriba en discos de 5¼ formateados para Apple II.
Esta unidad quedó obsoleta por la adopción en toda la industria de discos de 3½ pulgadas y fue reemplazada por Apple FDHD Drive de 3½ pulgadas, que podía leer y escribir todos los formatos existentes de Macintosh, DOS y Windows, y también el formato Apple II ProDOS.

## Conexiones del cable del DiskII
Esta tabla muestra la distribución de pines del controlador de Disk II original de 1979 y del controlador de E/S de disco Uni/Duo de 1983 más reciente (655-0101).
Los circuitos de estos dos controladores son idénticos. La numeración de los pines del encabezado del Disk II es según la serigrafía de la tarjeta controladora del Disk II y el esquema del circuito que se proporciona en el manual de DOS 3.3. El la salida de pines D-19 del las unidades Uni/Duo se toma del Apple IIc Reference Manual, Volume 1.
| Numeración de pines Disk II | Pin D-19 DuoDisk/Disk IIc/UniDisk | Color de cable de placa controladora DuoDisk/UniDisk | Nombre de la señal | Descripción                                     |
| --------------------------- | --------------------------------- | ---------------------------------------------------- | ------------------ | ----------------------------------------------- |
| 1,3,5,7                     | 1,2,3,4                           | Marrón,Naranja,Verde,Violeta                         | GND                | Referencia de tierra y alimentación             |
| 2                           | 11                                | Rojo                                                 | SEEKPH0            | Señal motor paso-a-paso fase 0                  |
| 4                           | 12                                | Amarillo                                             | SEEKPH1            | Señal motor paso-a-paso fase 1                  |
| 6                           | 13                                | Azul                                                 | SEEKPH2            | Señal motor paso-a-paso fase 2                  |
| 8                           | 14                                | Gris                                                 | SEEKPH3            | Señal motor paso-a-paso fase 3                  |
| 9                           | 5                                 | Blanco                                               | -12V               | Alimentación -12 volt                           |
| 10                          | 15                                | Negro                                                | WRREQ*             | señal solicitud de escritura                    |
| 11,12                       | 6,16                              | Marrón,Rojo                                          | +5V                | Alimentación +5 volt                            |
| 13,15,17,19                 | 7,8                               | Naranja,Verde                                        | +12V               | Alimentación +12 volt                           |
| 14                          | 17                                | Amarillo                                             | DR2* (ENABLE*)     | Señal selección Drive 2/Señal unidad habilitada |
| 16                          | 18                                | Azul                                                 | RDDATA             | Señal de lectura                                |
| 18                          | 19                                | Gris                                                 | WRDATA             | Señal de escritura                              |
| 20                          | 10                                | Blanco                                               | WRPROT             | Señal protección de escritura                   |
| x                           | 9                                 | Violeta                                              | EXINT*             | Interrupción externa                            |

NOTAS:
- Las señales bajas activas tienen el sufijo «*»
- Dado que la mayoría de las señales se comparten tanto con la unidad 1 como con la unidad 2, la lógica de cada unidad utiliza la señal ENABLE* para activarse adecuadamente.
  - El pin 14 para la Disk II unidad 1 y la unidad 2 tienen señales de habilitación independientes (14a y 14b)
  - El pin 17 para Uni/Duo Disk está encadenado a la primera unidad (unidad 1) y la segunda unidad (unidad 2) está habilitada a través de otra lógica en la primera unidad.
- La señal EXTINT* no está presente en la placa controladora del Disk II. En la computadora Apple IIc, se enruta a la señal DSR* del chip interno 6551 ACIA (UART).